# اوبرپرفوس
اوبرپرفوس (به آلمانی: Oberperfuss) یک منطقهٔ مسکونی در اتریش است که در اینسبروک لند واقع شده‌است. اوبرپرفوس ۱۵٫۲۹ کیلومتر مربع مساحت دارد ۸۱۲ متر بالاتر از سطح دریا واقع شده‌است.